# Ray Veall
Raymond Joseph Veall (Skegness, 16 marzo 1943) è un ex calciatore inglese, di ruolo centrocampista.

## Carriera
Si forma nelle giovanili del Skegness Town e nel marzo 1961 viene ingaggiato dal Doncaster, club militante nella Fourth Division.
Nel settembre seguente viene ingaggiato dall'Everton, club della massima divisione inglese, per £10145. Il suo impiego fu limitato dall'acquisto di Johnny Morrissey, ma durante il lungo infortunio da questi subito nella First Division 1962-1963, contribuisce alla vittoria del campionato con undici presenze e una rete nella vittoria per 4-3 contro il Nottingham Forest del 13 novembre 1962. Curiosamente la medaglia per la vittoria del campionato gli è stata assegnata solo nel 2014, grazie all'interessamento di alcuni appassionati e dello stesso club di Liverpool.
Lasciato ai margini della rosa, nel maggio 1965 viene acquistato dai cadetti del Preston N.E. per £8000, che lasciò nel dicembre dello stesso anno per giocare nell'Huddersfield Town. 
Con i Terriers rimane sino al 1967, sempre nella serie cadetta inglese.
Nel 1968 si trasferisce negli Stati Uniti d'America per giocare nel Los Angeles Wolves, società militante nella neonata NASL. Con i Wolves ottenne il terzo posto della Pacific Division, piazzamento insufficiente per ottenere l'accesso alla fase finale della North American Soccer League 1968.
Terminata l'esperienza americana si trasferisce a giocare in Sudafrica, in forza al Maritzburg, restandovi quattro anni.
Lasciata l'Africa si trasferì in Nuova Zelanda per giocare nel Gisborne City. Pur rimanendo a vivere e giocare a Gisborne, declina anche l'offerta di giocare nella nazionale neozelandese.

## Palmarès

### Club

#### Competizioni nazionali
- Campionato inglese: 1

Everton: 1962-1963
- Charity Shield: 1

Everton: 1963